# Durk van der Duim

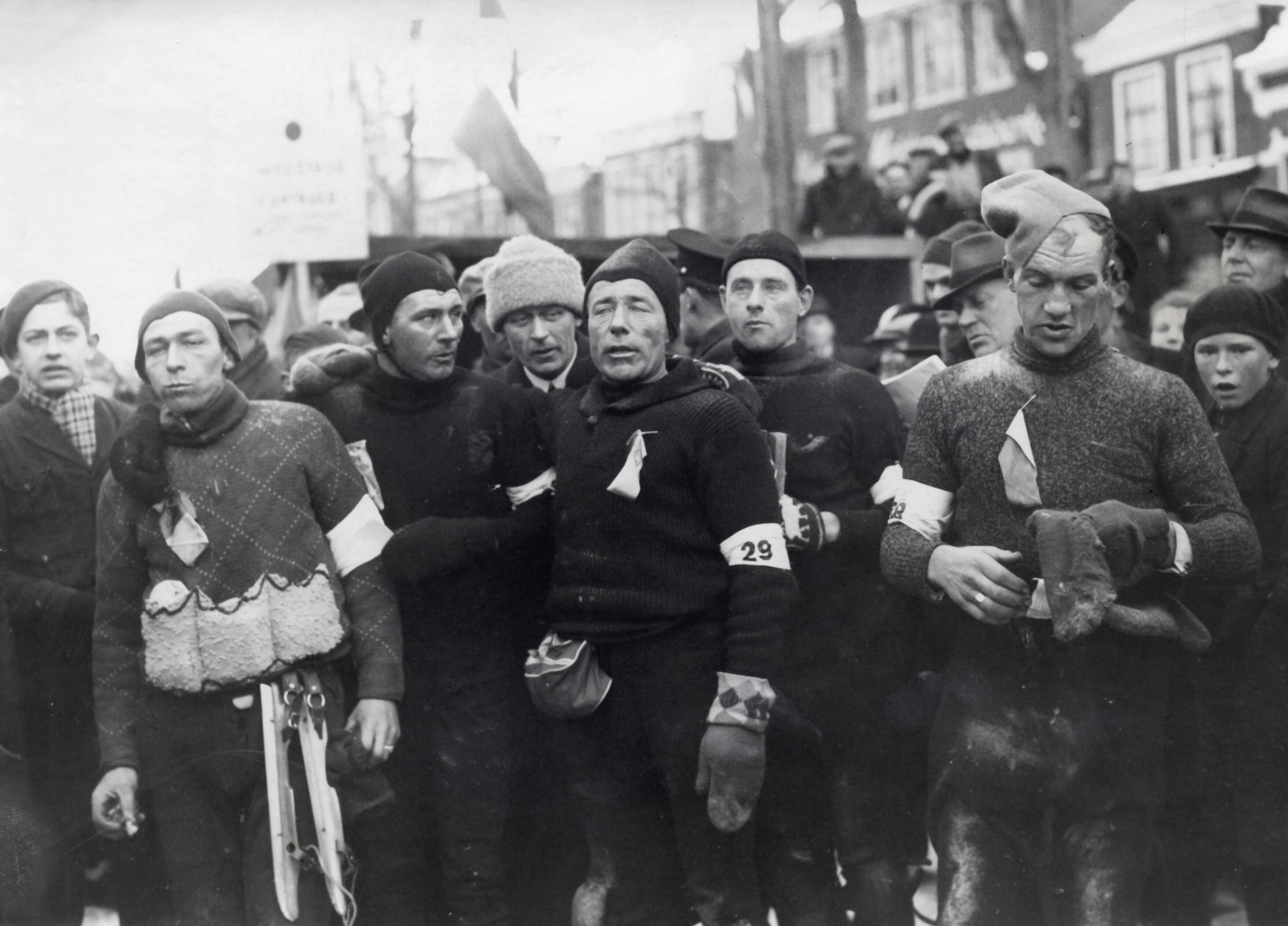
Elfstedentocht 1940: v.l.n.r.: Auke Adema, Durk van der Duim, Cor Jongert, Sjouke Westra en Piet Keyzer

Durk van der Duim (Terwispel, 13 april 1908 – Leeuwarden, 11 september 1990) was een Nederlands schaatser. Hij won de zesde Elfstedentocht op 30 januari 1940. Deze overwinning moest hij echter delen met Auke Adema, Cor Jongert, Piet Keijzer en Sjouke Westra, omdat ze met zijn vijven tegelijk over de streep kwamen. De vijf schaatsers hadden in Dokkum afgesproken samen te zullen finishen, een afspraak die later bekend bleef als het Pact van Dokkum.
Later werd de mogelijkheid om de winst van de Elfstedentocht te delen met medeschaatsers verboden. Dit heeft eenmaal geresulteerd in een tocht zonder winst. Op 14 februari 1956 gingen wederom vijf schaatsers gebroederlijk over de streep. Ze werden later uit de uitslag geschrapt, hoewel er geen nieuwe winnaar werd aangewezen.
Van der Duim was getrouwd met schaatsster Marie de Groot.